# Île Victoria
Pour les articles homonymes, voir Victoria.
L'île Victoria (en anglais : Victoria Island) est une île du Canada située dans le passage du Nord-Ouest, au-delà du cercle arctique, à cheval entre le Nunavut et les Territoires du Nord-Ouest (tiers ouest de l'île). Par sa superficie de 217 291 kilomètres carrés, l'île se  classe deuxième du Canada, troisième d'Amérique et neuvième du monde, juste après la Grande-Bretagne.
L’île a été nommée ainsi en 1839 en l'honneur de la reine Victoria.

## Description
Elle est séparée du continent au sud par le détroit de Dease. À l'ouest se trouve le golfe d'Amundsen et l'étroit détroit du Prince-de-Galles qui la sépare de l'île Banks, au nord se trouve le détroit du Vicomte-Melville et à l'est le canal M'Clintock et le détroit de Victoria. En hiver, l'île est entièrement prise par les glaces.
L'île Victoria présente une ligne côtière très découpée avec beaucoup de péninsules et de nombreuses anses. À l'est, pointant vers le nord se trouve la péninsule Storkerson qui finit sur le canal Goldsmith séparant l'île Victoria de l'île Steffanson. Entre la péninsule Storkerson et le nord de l'île Victoria se trouve la baie Hadley, la plus grande baie de l'île. La péninsule du prince Albert (nommée d'après l'époux de la reine Victoria), se situe au nord de l'île et se termine sur le détroit du Prince-de-Galles. Dans le sud, pointant vers l'ouest, se trouve la péninsule Wollaston, séparée du centre de l'île par le détroit du Prince Albert.
Le point le plus haut de l'île est à 655 mètres dans les monts Shalers, sur la partie centrale de l'île et son point le plus à l'ouest, le cap Baring. 
La population est de 1 707 personnes, 1 309 dans la partie nunavutoise et 398 dans les Territoires du Nord-Ouest (données 2001)[réf. souhaitée]. Le village le plus peuplé est Ikaluktutiak à Cambridge Bay sur la côte sud-est dans la partie nunavutoise. Il existe aussi un autre village nommé Ulukhaktok, sur la côte occidentale, dans la partie des Territoires du Nord-Ouest. Il existait auparavant un poste pour la traite des fourrures nommé Fort Collinson plus au nord sur la côte occidentale.
- Île Victoria, Nord canadien.  - Nunavut
  - Territoire du Nord-Ouest
  - Territoire Yukon
  - Colombie britannique
  - Régions non canadiennes (Alaska, Groenland)
.

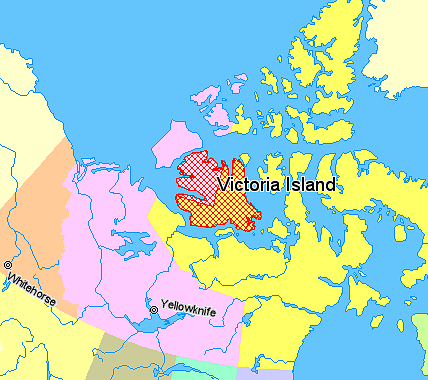
Île Victoria, Nord canadien. Nunavut Territoire du Nord-Ouest Territoire Yukon Colombie britannique Régions non canadiennes (Alaska, Groenland).
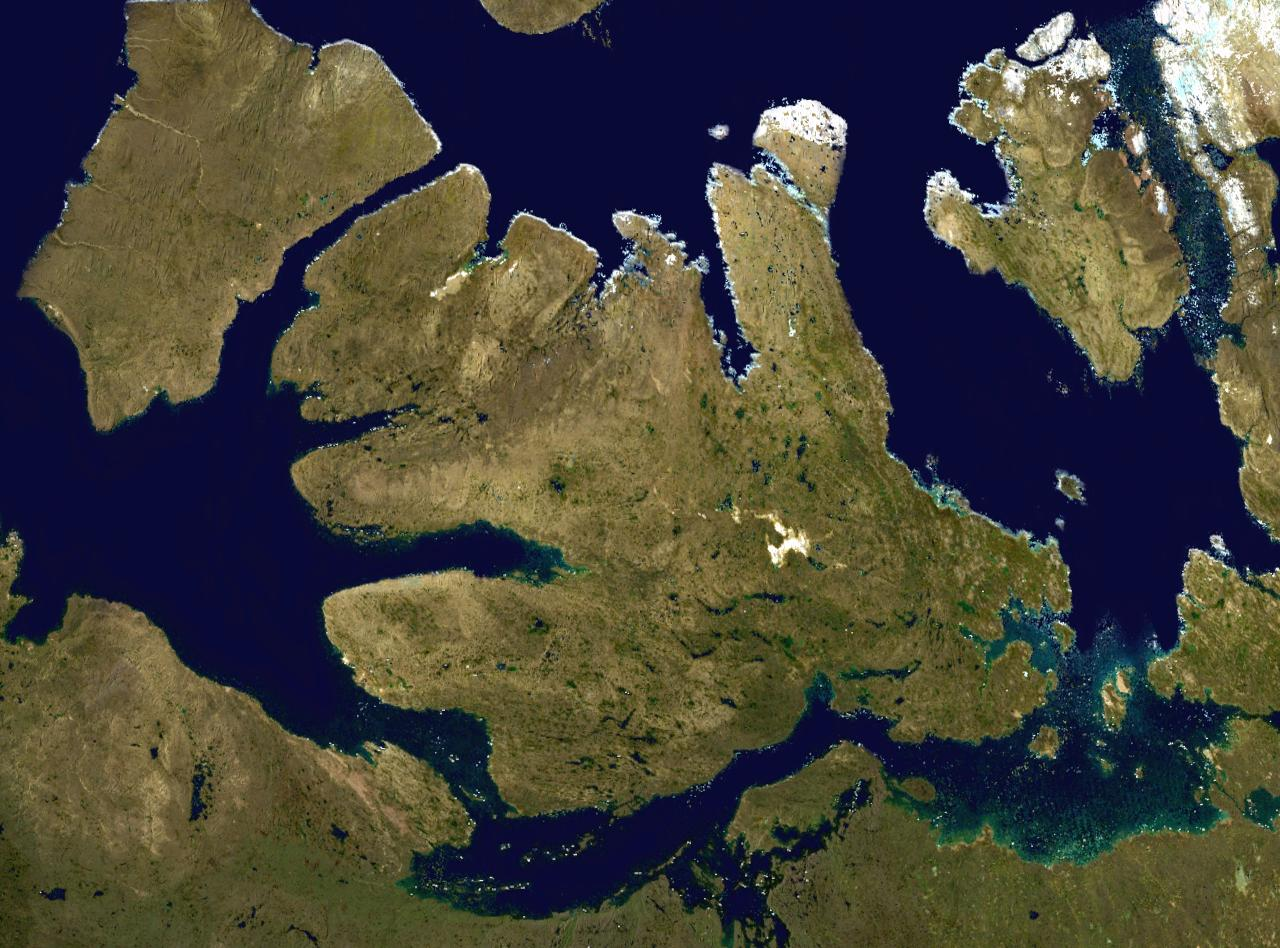
Photomontage à partir d'images satellite de l'île Victoria.

## Géographie
On peut trouver sur l’île Victoria une centaine de lacs. L'un d'entre eux se démarque plus que les autres du fait qu'il contient une île contenant elle-même un lac abritant une île,,,.